# Reconocimiento internacional de la República Chechena de Ichkeria

Territorios de Ichkeria

En este artículo se examina el actual reconocimiento soberano de la República Chechena de Ichkeria. El estatus político de Ichkeria se disputa entre la autoproclamada República Chechena de Ichkeria y el gobierno de la República de Chechenia, bajo la autoridad de la Federación Rusa. 
La independencia únicamente ha sido reconocida por el régimen talibán del Primer Emirato Islámico de Afganistán. Este reconocimiento salió a la superficie después de que la Rada Suprema de Ucrania reconociera su independencia el 18 de octubre de 2022, considerándolo como territorio temporalmente ocupado por la Federación de Rusia y siendo ratificado por el presidente de Ucrania Volodímir Zelenski, siendo el primer país de la ONU en reconocer su independencia de Rusia. La Rada Suprema reconoció el «genocidio checheno» durante las dos guerras en la pequeña nación insurgente a manos del Kremlin, agregando que «denuncian los actos de colonización por parte del Zarato ruso durante la conquista del Cáucaso». Previamente, el 13 de julio, Ramzán Kadírov, el jefe de la República de Chechenia, calificó el proyecto de resolución de «absolutamente ridículo y absurdo» y recordó que Ichkeria no existe ni siquiera en el papel. El primer ministro polaco Mateusz Morawiecki siguió el reconocimiento al sugerir reconocer la soberanía de Ichkeria bajo el argumento de que esa etnia lleva «siglos luchando por su independencia», Kadyrov le recriminó la falta de reconocimiento en el pasado por parte de Europa.

## Estados que reconocen o reconocieron formalmente a la República Chechena de Ichkeria como estado independiente
|   | Estado     | Fecha de reconocimiento | Notas |
| - | ---------- | ----------------------- | --- |
| 1 | Georgia    | 13 de marzo de 1992     | El 13 de marzo de 1992, el presidente de Georgia Zviad Gamsakhurdia, en ese momento destituido del poder como resultado del golpe, mientras estaba en Grozny, firmó un decreto reconociendo la independencia de la República Chechena de Ichkeria. Su sucesor, Eduard Shevarnadze, no confirmó este reconocimiento. |
| 2 | Afganistán | 18 de octubre de 2000   | El gobierno parcialmente reconocido de Talibán en Afganistán reconoció la independencia de Ichkeria en 2000, y se abrió una embajada de Ichkeria en Kabul. Al mismo tiempo, Grozny reconoció que los talibanes no son el gobierno reconocido de Afganistán. El gobierno talibán fue derrocado en 2001, pero regresó en 20 años durante la Caída de Kabul.                                                                                                 |
| 3 | Ucrania    | 18 de octubre de 2022   | El primer estado miembro de las Naciones Unidas en reconocer oficialmente su independencia fue Ucrania — el 18 de octubre de 2022, en una reunión plenaria de la Rada Suprema, los diputados reconocieron a Ichkeria como un territorio ocupado temporalmente por Rusia y condenaron el genocidio del pueblo checheno. Este reconocimiento fue otorgado a modo de represalia por el reconocimiento ruso de las repúblicas prorrusas de Donetsk y Lugansk. |